# Амир Али Акбар Самарканди
Амир Али Акбар Самарка́нди́ — известный в прошлом музыкант и композитор. Родился в XVI веке в Самарканде. Известен как выдающийся музыкант и композитор своего времени. Является автором таких крупных музыкальных работ как Илми одоб и Илми ахлок. Является автором музыки многочисленных савтов и накшов.
Он также был известен как учитель известных позднее музыкантов композиторов и певцов, таких как Дервиш Бузгала Самарканди, Махмудзадаи Хорезми, Мир Хаки, Мавлана Пир Мухаммад Кулал, Тулак Наи, Абдусаттар Кануни, Араби Наваи, Махмудзада Катиб и других.